# Darwinius
Дарвініус (Darwinius) — рід інфраряду Adapiformes, група базальних мокроносих приматів епохи еоцену. Єдиний відомий вид — Darwinius masillae, що існував приблизно 47 мільйонів років тому (лютецький вік). Єдина відома скам'янілість, під назвою «Іда», була відкрита в 1983 році в закинутій шахті коло села Мессель (округ Дармштадт-Дібург, Гессен), що близько 35 км на південний схід від Франкфурта-на-Майні, Німеччина.
В добу еоцену ця місцевість була покрита лісами з кліматом, що відповідає сучасному тропічному. Це передбачає наявність добре збережених кістяків еоценових ссавців. Проте скам'янілості приматів трапляються там відносно рідко — до відкриття Darwinius masillae було знайдено тільки вісім фрагментарних скелетів. З початку видобування корисних копалин, у 1971—1985 роках, деякі рештки були виявлені під час розкопок у пошуках горючих сланців. Коли видобуток сланцю бул завершено, шахти використовувалися як звалища, так що обстеження скам'янілостей було проведене в поспіху і без належної обачності. Великі сланцеві блоки були вилучені і розрізані вздовж площини стратифікації. 
Викопну істоту знайшли саме в такій суцільній сланцевій брилі під час аматорських розкопок. Дві частини брили, із дзеркальними відбитками, продали окремо, і вони не були з'єднані до 2007 року. Ліва частина була куплена для Центру динозаврів у штаті Вайомінг (США). Права знаходилася у приватного колекціонера у Німеччині, який протягом 20 років зберігав своє придбання в таємниці.
Викопна істота не досягла зрілості та є особиною жіночої статі, приблизно 58 см загальної довжини голови і тіла. Довжина без хвоста близько 24 см. Вага істоти менше 1 кг. Вважається, що «Іда» померла на стадії розвитку близько 80—85 % від її передбачуваного розміру тіла і кінцівок дорослої особини. В неї були чіпкі руки і ноги, з цього випливає, що вона лазила по деревах. Відносно великі очниці вказують, що тварина вела нічний спосіб життя. Наявність мозолів на зап'ясті правої руки доводить, що тварина отримала серйозний перелом зап'ястя, який міг бути непрямою причиною її смерті.
Рід Darwinius був названий на честь двохсотріччя з дня народження Чарльза Дарвіна, а назва виду masillae було присвожно за місцем знаходження зразка в шахті Messel. Істота виявилася зовні схожа на сучасного лемура. Автори документального опису дарвініуса класифікували його, як примата родини Notharctidae, підродини Cercamoniinae, припускаючи, що він має статус важливої перехідної форми («ланки») походження приматів: між напівмавпами і мавпами («антропоїдами»). Хоча не всі науковці погодилися з розміщенням викопної в ланці приматів.

## Таксономія
Францен та ін. (2009) помістітили рід Darwinius в підряд Cercamoniinae родини Notharctidae вимерлого підряду Adapiformes ранніх приматів. Darwinius masillae є третім видом приматів, які були виявлені в місцевості Мессель, що належить до cercamoniine adapiformes, на додаток до Europolemur koenigswaldi і Europolemur kelleri. Darwinius masillae схожий, але не пов'язаний безпосередньо з Godinotia neglecta із Гейзельталя. Adapiforms — це ранні примати, які відомі тільки зі скам'янілостей, і неясно, чи утворюють вони підрозділ належного або парафілетичного угруповання. Вони, як правило, згруповані в Strepsirrhini, в тому числі лемури. Aye-ayes і lorisoids як такі не були предками Haplorrhini, що включає Tarsiers і мавп. Мавпи зазвичай називаються антропоїдами, але ця назва може ввести в оману. Документально використовується термін «антропоїди», які пов'язані з публічними матеріалами. Мавпи (антропоїди) включають мавп, які в свою чергу включають в себе людей.
Францен та ін. в документах 2009 року помістили Darwinius в Групу Adapoidea ранніх приматів представника диверсифікації haplorhine». Це означає, що спираючись на дослідження цих авторів adapiforms знаходиться не зовсім в лінії Strepsirrhini, як досі передбачалося, а кваліфікується як перехідний викопний («бракуюча ланка») між Strepsirrhini і Haplorrhini і таким чином може бути предком людини. Вчені також припускають, що довгоп'яти були переставлені місцями з Haplorrhini і повинні розглядатися як Strepsirrhini. Щоб підтримати цю версію, вони дають на розгляд цілих шість морфологічних ознак, знайдених в «Darwinius», що присутні тільки в лінії Haplorrhini, але відсутні в лінії Strepsirrhini, які вони інтерпретують як сінапоморфій. До цих ознак належать, зокрема, череп з коротким дзьобом, глибока гілка нижньої щелепи, втрата всіх стрижків пазурів. Вони відзначають, що «Darwinius masillae і adapoids» — це сучасники ранніх tarsioids і можуть представляти стовбурну групу, з якої пізніше людиноподібні примати еволюціонували, але ми не стверджуємо це тут, і ми не вважаємо, що ані Darwinius, ані adapoids є антропоїдами.

## Побоювання з приводу кладистичного аналізу
Палеонтологи висловили стурбованість тим, що кладістичний аналіз проведено лише з 30 характеристиками, коли стандартна практика полягає в аналізі від 200 до 400 характеристик, і включає скам'янілості антропоїдів з Єгипту і приматів роду Eosimias, які не були включені в аналіз. Це контрастує з відкритою заявою авторів, котра повинна була перерахувати 30 анатомічних та морфологічних характеристик, що «зазвичай використовуються», щоб відрізнити strepsirrhine і haplorrhine від приматів, які збереглися.
Палеонтолог Річард Кей з Дюкського університету думав, що дані можуть бути найбільш доречними. Палеонтолог Каллум Росс з Чиказького університету вважає що твердження про Darwinius повинно бути класифіковане палеонтологами, як haplorhines і було «непідйомним в світлі сучасних методів класифікації». Думка Кріса Берда, куратора хребетної палеонтології в Музеї природничої історії Карнегі, було те, що Darwinius не — «бракуюча ланка» між антропоїдами і більш примітивними приматами. На його думку, подальше вивчення цього винятково повного зразка було б дуже інформативним і могло б виявити спільне між «першим і мінімумом людського типу з усіх відомих приматів, в adapiform еоцену». В інтерв'ю, опублікованому 27 травня 2009 року, Йорн Hurum заявив, що він припускає можливість, що копалини можуть спотворити лемура, і що доповідь про систематику повинна бути опублікованиа протягом року та буде в основному зосереджена на дослідженні протилежної частини глиби, що містить внутрішнє вухо і кістки ніг.
Більшість експертів вважають, що примати (мавпи) перетворилася з Tarsiidae, що відходять в Strepsirrhini до появи Adapiforms. Менша група згодна з Franzen співавт. що вищі примати походять від Adapiforms (Adapidae). А палеонтолог Тім Уайт думає, що Darwinius навряд чи покладе край суперечкам.
Філіп Д. Джінджеріч говорить, що сім надсімейств приматів зазвичай пов'язані у вищі таксономічні угруповання підрядів Anthropoidea і Prosimii як альтернатива Haplorhini і Strepsirrhini, залежно від положення Adapidae і Tarsioidea. Він висуває філогенію, в якій вищі примати походять від Darwinius, яку він групує з іншого Adapidae. Він предствляє Adapidae разом з Tarsioidea як представника раннього диверсифікаціїйного підряду Haplorhini і доводить, що Strepsirrhini начебто відгалужується безпосередньо з найбільш ранніх приматів. Ерік Зайферт і його колеги з Університету Стоуні Брук стверджують, що Darwinius на гілці в сторону Мокроносі і не є «відсутньою ланкою» в еволюції Anthropoidea. Філогенетичний аналіз 360 морфологічних ознак в 117 вимерлих і сучасних приматів розміщає Darwinius в зараз існуючі групи strepsirrhines разом з нововиявленим 37-мільйоннорічним єгипетським приматом Afradapis. Зайферт вважає, що характеристики, які з'явилися відносно haplorrhines обумовлені конвергентністю еволюції, і каже, що «PR-ажіотаж навколо опис Darwinius все дуже заплутав».

## Життя і смерть «Іди»
На правій руці «Іди» опуклість з губчастої кісткової структури. Вона піднімається на 4 мм вище нормального рівня кістки, яка знаходиться на правому передпліччі близько 10 мм коротше, ніж зліва. Рентгенівська комп'ютерна мікротомографія доводить, що це мозолі, на яких росла пухлина. Наявність мозолів показує, що тварина перенісла дуже серйозні травми, що призвело до значної іммобілізації зап'ястя. Рука обмежена в рухливості не тільки внаслідок дегенерації, а й через біль, викликаний травмою.
Franzen та ін (2012) розмірковував про можливу причину травми «Іди» припустив один з можливих сценаріїв. Він припускає, щозламаним зап'ястям «Іда» намагалася підтримувати себе в падінні, а тяжкість травми свідчить, що вона падала з великої висоти. Вік тварини — кілька місяців, — допускає, що вона вже не була під суворим контролем матері. Імовірно, вона почала незалежно досліджувати навколишнє середовище і впала з дерева на землю, ламаючи зап'ястя. «Іда», ймовірно, ніколи вже не могла лазити по деревах, і вимушено залишалася на землі. Протягом декількох тижнів вона була в стані «між життям і смертю», в той же час, каллус зламаного зап'ястя і ліва кістка зап'ястя зрослися. Точна причина смерті не відома, але можна припустити, що «Іда» не стала жертвою хижаків, тому що накістках не були знайдені сліди укусів. Цілком можливо, що, нахилившись над озером, щоб напитися, вона вдихнула отруйні гази, що випаровувалися з поверхні води, знепритомнілі і потонула. Через деякий час її тіло було поховане на дні озера, і завдяки анаеробним умовам, що існували там протягом всього часу, скам'янілість збереглася до наших днів у відмінному стані.
Sauther і Cuozzo (2012) та Cuozzo та ін. (2013) погодився з Franzén та ін., щодо отруйних газів, які, швидше за все, стали причиною смерті «Іди», але після аналізу травм сучасних лемурів піддали критиці думку, що травма «Іди» завадила її вмінню сходження на дерева, адже лемури можуть піднятися навіть після серйозної травми (хоча Franzen та ін. дійшли висновку, що травми, наведені Sauther і Cuozza не такі серйозні, як в «Іди»).